# Blue Mountain (Mississippi)
Pour les articles homonymes, voir Blue Mountain.
Blue Mountain est une ville du comté de Tippah, dans l'État du Mississippi, aux États-unis. La population était de 670 habitants au recensement de 2000. La ville abrite le Blue Mountain College, un collège privé d'arts libéraux chrétiens,.

## Histoire
Fondée en 1877, la petite ville de Blue Mountain tire sa racine dans la communauté qui s'est développée autour du Blue Mountain College, un établissement fondé en 1873. Son nom fait référence à la teinte bleuâtre des collines environnantes au petit matin.

## Référence culturelle
Blue Mountain est la ville d'enfance du personnage d'Amanda Wingfield dans la pièce La Ménagerie de verre de Tennessee Williams.